# Nowe Przymierze

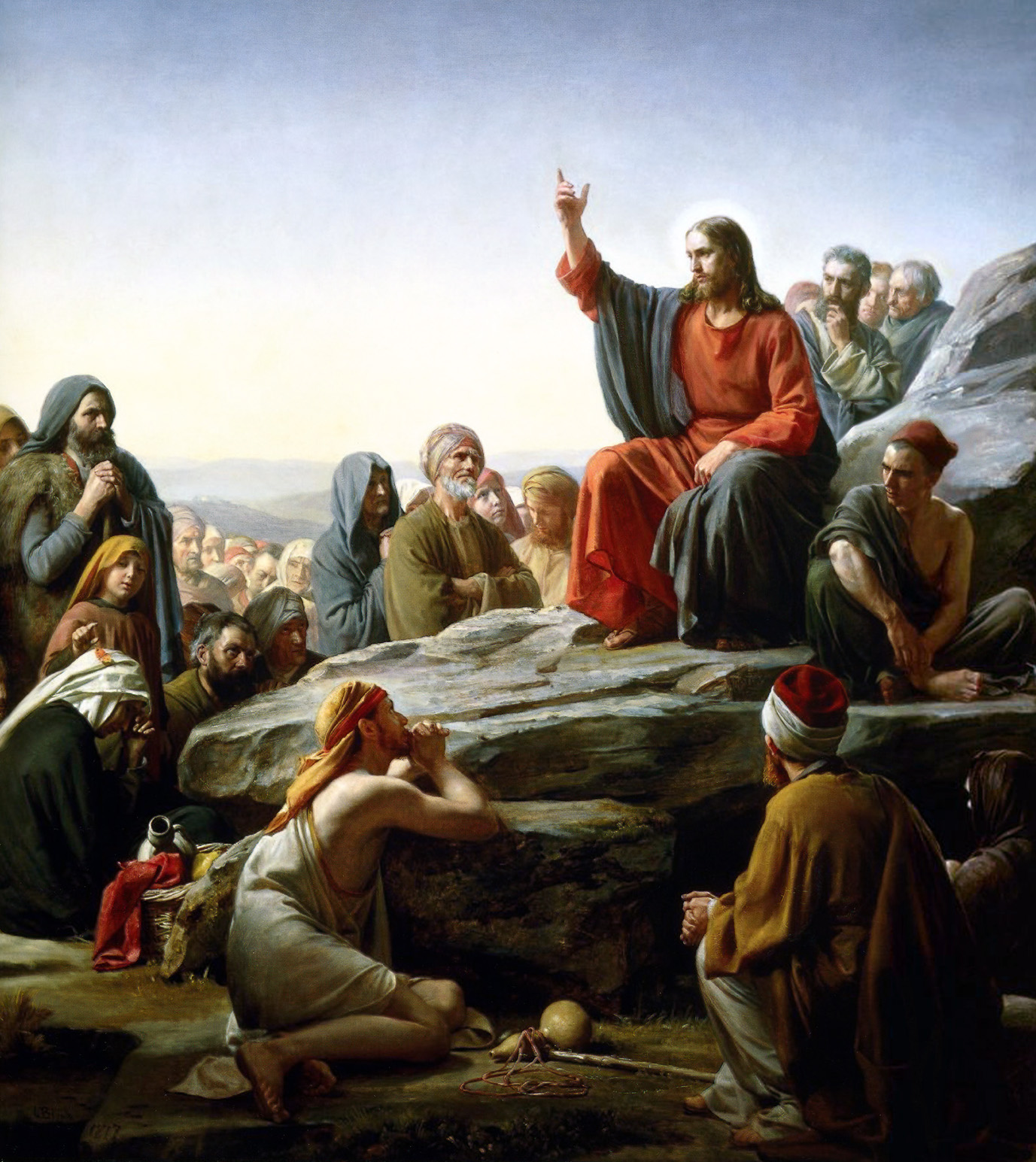
Chrześcijanie wierzą, że Jezus jest pośrednikiem Nowego Przymierza, (np. List do Hebrajczyków 8:6). Przedstawione jest jego słynne Kazanie na górze, w którym skomentował przykazania. Niektórzy badacze uznają to za antytyp ogłoszenia Dziesięciu Przykazań lub Przymierza Mojżeszowego przez Mojżesza z biblijnej góry Synaj

Nowe Przymierze – wydarzenie opisane w Nowym Testamencie, polegające na proklamacji przez Boga nowego przymierza przez osobę Jezusa, który odkupił ludzkie grzechy i wskazał właściwą drogę postępowania. W przeciwieństwie do starotestamentowego przymierza z Izraelem skierowane jest do wszystkich ludzi.

## Tradycja biblijna
W Starym Testamencie „nowe Przymierze” było zapowiedziane po raz pierwszy przez proroka Jeremiasza:

Oto nadchodzą dni – wyrocznia Pana – kiedy zawrę z domem Izraela i z domem judzkim nowe przymierze. Nie jak przymierze, które zawarłem z ich przodkami, kiedy ująłem ich za rękę, by wyprowadzić z ziemi egipskiej. To moje przymierze złamali, mimo że byłem ich Władcą – wyrocznia Pana. Lecz takie będzie przymierze, jakie zawrę z domem Izraela po tych dniach – wyrocznia Pana: Umieszczę swe prawo w głębi ich jestestwa i wypiszę na ich sercu. Będę im Bogiem, oni zaś będą Mi narodem. I nie będą się musieli wzajemnie pouczać jeden mówiąc do drugiego: Poznajcie Pana! Wszyscy bowiem od najmniejszego do największego poznają Mnie – wyrocznia Pana, ponieważ odpuszczę im występki, a o grzechach ich nie będę już wspominał. (Jr 31:31-34)

a później przez proroka Ezechiela gdy w imieniu Boga wypowiedział słowa: 

I dam wam serce nowe i ducha nowego tchnę do waszego wnętrza, odbiorę wam serce kamienne, a dam wam serce z ciała. Ducha mojego chcę tchnąć w was i sprawić, byście żyli według mych nakazów i przestrzegali przykazań, i według nich postępowali. (Ez 36:26-27).

Zacytowany powyżej fragment księgi Jeremiasza jest jedynym w Starym Testamencie, w którym pojawia się określenie „Nowe Przymierze”.

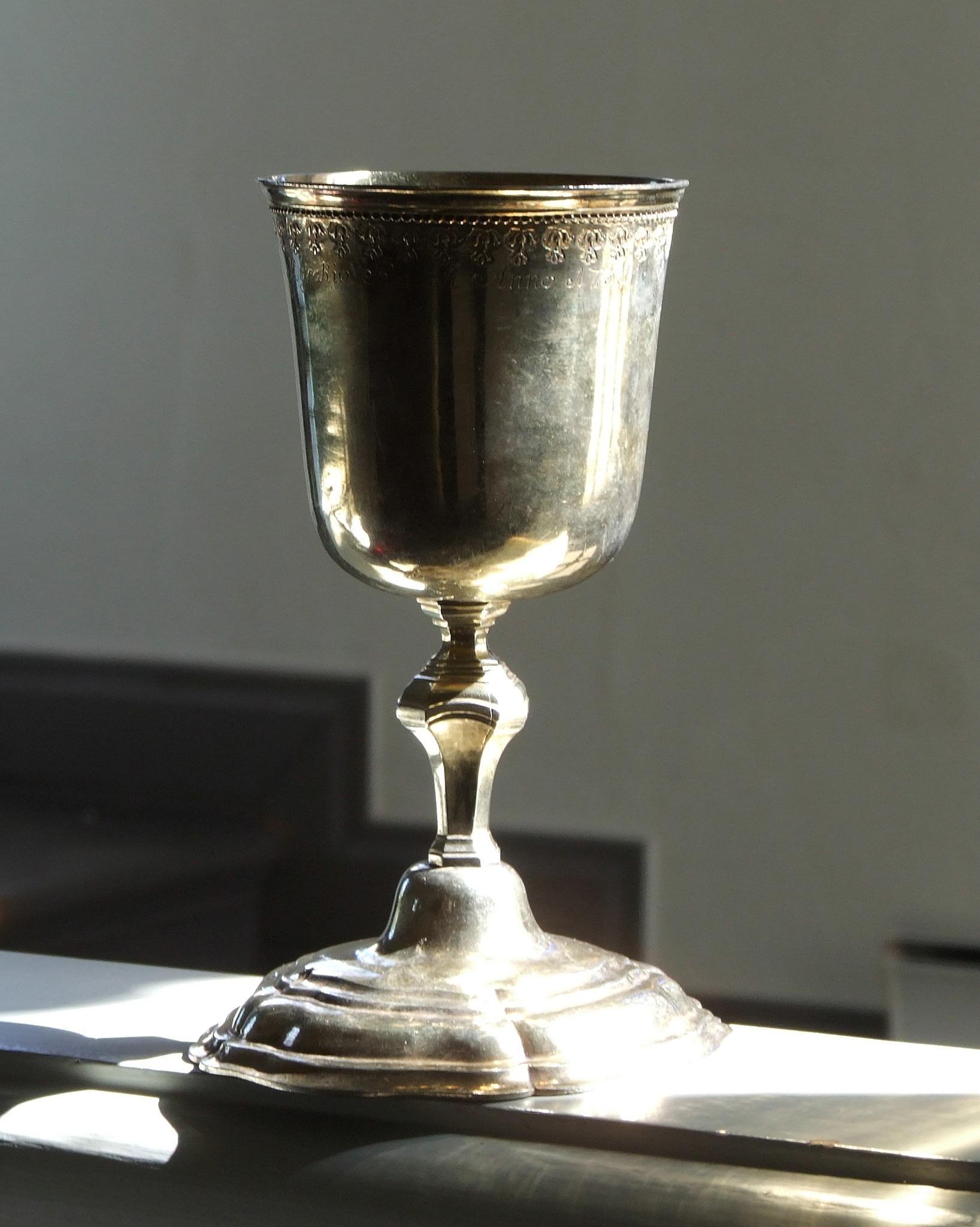
Kielich przypominający zawarcie Nowego Przymierza przez Chrystusa

## Judaizm
Żydowski pogląd na Nowe Przymierze nie wykracza poza odnowienie zobowiązania narodu do wypełniania Bożych przykazań i nie ma obejmować pogan, do których odnosi się Siedem Praw Noego. Nie ma to być usunięcie starego przymierza, ale raczej jego przyszłe wzmocnienie, odnowienie, poszerzenie.

## Chrześcijaństwo
Chrześcijanie wierzą, że przez ofiarę Jezusa Chrystusa ustanowione zostało zapowiedziane Nowe Przymierze, które dotyczy wszystkich ludzi – Żydów i nie-Żydów.

Podobnie i kielich, gdy było po wieczerzy, mówiąc: Ten kielich, to nowe przymierze we krwi mojej, która się za was wylewa. (Łk 22:20)

Na mocy tej ofiary wierzący, uczeń Jezusa Chrystusa ma otrzymać Ducha Świętego zapowiedzianego w Starym Testamencie odnośnie do Nowego Przymierza i stać się nowym jakościowo człowiekiem posiadającym bardzo osobistą relację ze Stwórcą (poprzez posiadanie jego Ducha). Dzięki Nowemu Przymierzu chrześcijanin ma otrzymać synowską relację z Bogiem w miejsce relacji sługa-Pan. Dla chrześcijan nazwa ta jest synonimem chrześcijaństwa. Pośrednikiem Nowego Przymierza ma być Jezus Chrystus (Hbr 8:6).